# Jun Aoyama
Jun Aoyama (青山 隼 Aoyama Jun?), född 3 januari 1988, är en japansk fotbollsspelare.
I juli 2007 blev han uttagen i Japans trupp till U20-världsmästerskapet 2007.